# Stazione meteorologica di Ardea
La stazione meteorologica di Ardea è la stazione meteorologica di riferimento relativa alla località di Ardea.

## Coordinate geografiche
La stazione meteorologica è situata nell'Italia centrale, in provincia di Roma, nel comune di Ardea, a 37 metri s.l.m. e alle coordinate geografiche 41°36′N 12°33′E.

## Dati climatologici
Secondo i dati medi del trentennio 1961-1990, la temperatura media del mese più freddo, gennaio, è di +8,0 °C, mentre quella del mese più caldo, luglio, si attesta a +23,4 °C.
| Ardea              | Mesi | Mesi | Mesi | Mesi | Mesi | Mesi | Mesi | Mesi | Mesi | Mesi | Mesi | Mesi | Stagioni | Stagioni | Stagioni | Stagioni | Anno |
| Ardea              | Gen  | Feb  | Mar  | Apr  | Mag  | Giu  | Lug  | Ago  | Set  | Ott  | Nov  | Dic  | Inv      | Pri      | Est      | Aut      | Anno |
| ------------------ | ---- | ---- | ---- | ---- | ---- | ---- | ---- | ---- | ---- | ---- | ---- | ---- | -------- | -------- | -------- | -------- | ---- |
| T. max. media (°C) | 11,8 | 13,3 | 15,8 | 18,6 | 21,7 | 26,0 | 28,4 | 28,3 | 25,8 | 22,5 | 17,1 | 13,7 | 12,9     | 18,7     | 27,6     | 21,8     | 20,3 |
| T. min. media (°C) | 4,3  | 5,2  | 6,3  | 9,0  | 11,9 | 15,7 | 18,4 | 18,2 | 16,3 | 13,1 | 9,1  | 5,9  | 5,1      | 9,1      | 17,4     | 12,8     | 11,1 |